# Филбин, Джей Джей
Дже́ннифер Джой «Джей Джей» Фи́лбин (англ. Jennifer Joy «J.J.» Philbin; 30 августа 1974, Манхэттен, Нью-Йорк, США) — американская сценаристка и телепродюсер.

## Биография
Дженнифер Джой Филбин родилась 30 августа 1974 года в Манхэттене (штат Нью-Йорк, США) в семье телеведущих Реджиса (род. 1931) и Джой Филбин (в девичестве Сенсс; род. 1941) Филбин, которые женаты с 1 марта 1970 года. У Джей Джей есть старшая сестра — писательница Джоанна Л. Филбин (род. 1973), а также старшие сводные сестра и брат по отцу от его первого брака с Кэтрин Фэйлен — Эми Филбин (род. 1961) и Дэниел Филбин (род. 1967).
Джей Джей начала свою карьеру в качестве телевизионного сценариста в 1995 году со своей дебютной работы в телесериале «Безумное телевидение», а в 2005 году Филбин впервые выступила в качестве телепродюсера, спродюсировав 8 эпизодов телесериала «Одинокие сердца». Всего на её счету около 20-ти работ.
С 9 октября 2005 года Джей Джей замужем за сценаристом Майклом Шуром. У супругов есть двое детей — сын Уильям Ксавье Шур (род. 18.02.2008) и дочь Айви Элизабет Шур (род. 14.07.2010).